# Amo Luisa disperatamente
Amo Luisa disperatamente (Louisa) è un film del 1950 diretto da Alexander Hall.